# Astragalus tomentellus
Astragalus tomentellus är en ärtväxtart som beskrevs av Dieter Podlech. Astragalus tomentellus ingår i släktet vedlar, och familjen ärtväxter. Inga underarter finns listade i Catalogue of Life.